# Ligyra celebesi
Ligyra celebesi är en tvåvingeart som först beskrevs av Paramonov 1931.  Ligyra celebesi ingår i släktet Ligyra och familjen svävflugor. Inga underarter finns listade i Catalogue of Life.